# Carlo Rubbia
Carlo Rubbia (n. 31 martie 1934, Gorizia, Friuli-Veneția Giulia, Italia) este un fizician italian, laureat al Premiului Nobel pentru Fizică, în 1984, împreună cu Simon van der Meer, pentru contribuțiile lor decisive la marele proiect care a dus la descoperirea particulelor W și Z, particule ce intermediază interacțiunea slabă.